# Omobranchus
Omobranchus is een geslacht van straalvinnige vissen uit de familie van naakte slijmvissen (Blenniidae). Het geslacht is voor het eerst wetenschappelijk beschreven in 1836 door Ehrenberg.

## Soorten
- Omobranchus angelus (Whitley, 1959)
- Omobranchus anolius (Valenciennes, 1836)
- Omobranchus aurosplendidus (J. Richardson, 1846)
- Omobranchus banditus J. L. B. Smith, 1959
- Omobranchus elegans (Steindachner, 1876)
- Omobranchus elongatus (W. K. H. Peters, 1855)
- Omobranchus fasciolatoceps (J. Richardson, 1846)
- Omobranchus fasciolatus (Valenciennes, 1836)
- Omobranchus ferox (Herre, 1927)
- Omobranchus germaini (Sauvage, 1883)
- Omobranchus hikkaduwensis Bath, 1983
- Omobranchus loxozonus (D. S. Jordan & Starks, 1906)
- Omobranchus mekranensis (Regan, 1905)
- Omobranchus obliquus (Garman, 1903)
- Omobranchus punctatus (Valenciennes, 1836)
- Omobranchus robertsi V. G. Springer, 1981
- Omobranchus rotundiceps (W. J. Macleay, 1881)
- Omobranchus smithi (Visweswara Rao, 1974)
- Omobranchus steinitzi V. G. Springer & M. F. Gomon, 1975
- Omobranchus verticalis V. G. Springer & M. F. Gomon, 1975
- Omobranchus woodi (Gilchrist & W. W. Thompson, 1908)
- Omobranchus zebra (Bleeker, 1868)